# Meridiano 40 este
El meridiano 40 este es una línea de longitud que se extiende desde el Polo Norte atravesando el Océano Ártico, Europa, Asia, África, el Océano Índico, el Océano Antártico y la Antártida hasta el Polo Sur.
El meridiano 40 este forma un gran círculo con el meridiano 140 oeste.

## De Polo a Polo
Comenzando en el Polo Norte y dirigiéndose hacia el Polo Sur, el meridiano atraviesa:
| Coordenadas                      | País, territorio o mar | Notas                                                                                                 |
| -------------------------------- | ---------------------- | --- |
| 90°0′N 40°0′E / 90.000, 40.000   | Océano Ártico          | Mar de Barents                                                                                        |
| 80°27′N 40°0′E / 80.450, 40.000  | Mar de Barents         | |
| 67°49′N 40°0′E / 67.817, 40.000  | Rusia                  | Isla de Ostrov Lumbovskiy y la Península de Kola                                                      |
| 66°25′N 40°0′E / 66.417, 40.000  | Mar Blanco             | |
| 65°49′N 40°0′E / 65.817, 40.000  | Rusia                  | |
| 65°10′N 40°0′E / 65.167, 40.000  | Mar Blanco             | Bahía Dvina                                                                                           |
| 64°45′N 40°0′E / 64.750, 40.000  | Rusia                  | |
| 49°36′N 40°0′E / 49.600, 40.000  | Ucrania                | |
| 49°9′N 40°0′E / 49.150, 40.000   | Rusia                  | |
| 48°53′N 40°0′E / 48.883, 40.000  | Ucrania                | Durante unos 10 km                                                                                    |
| 48°48′N 40°0′E / 48.800, 40.000  | Rusia                  | |
| 48°17′N 40°0′E / 48.283, 40.000  | Ucrania                | Durante unos 6 km                                                                                     |
| 48°13′N 40°0′E / 48.217, 40.000  | Rusia                  | |
| 43°23′N 40°0′E / 43.383, 40.000  | Mar Blanco             | |
| 40°57′N 40°0′E / 40.950, 40.000  | Turquía                | |
| 36°49′N 40°0′E / 36.817, 40.000  | Siria                  | |
| 33°57′N 40°0′E / 33.950, 40.000  | Irak                   | |
| 32°1′N 40°0′E / 32.017, 40.000   | Arabia Saudita         | |
| 20°15′N 40°0′E / 20.250, 40.000  | Mar Rojo               | |
| 16°3′N 40°0′E / 16.050, 40.000   | Eritrea                | Islas Dahlak y tierra firme                                                                           |
| 14°27′N 40°0′E / 14.450, 40.000  | Etiopía                | |
| 3°56′N 40°0′E / 3.933, 40.000    | Kenia                  | |
| 3°22′S 40°0′E / -3.367, 40.000   | Océano Índico          | Pasando justo al este de las islas de Pemba, Latham y Mafia, Tanzania                                 |
| 10°8′S 40°0′E / -10.133, 40.000  | Tanzania               | |
| 10°49′S 40°0′E / -10.817, 40.000 | Mozambique             | |
| 16°12′S 40°0′E / -16.200, 40.000 | Océano Índico          | Pasando entre los atolones de Bassas da India e Isla Europa, Tierras Australes y Antárticas Francesas |
| 60°0′S 40°0′E / -60.000, 40.000  | Océano Antártico       | |
| 68°52′S 40°0′E / -68.867, 40.000 | Antártida              | Tierra de la Reina Maud, reclamado por Noruega                                                        |